# Яків (фільм, 2020)
Яків — фільм Вікторії Трофіменко, вийшов у прокат у 2020 році.
Фільм знятий на основі подій, що були на Черкащині в часи голодомору 1930-х років. Голова села Яков Дробот врятував своїх односельців від голоду, приблизно три тисячі чоловік.